# 平山街道 (抚顺市)
平山街道，是中华人民共和国辽宁省抚顺市东洲区下辖的一个乡镇级行政单位。

## 行政区划
平山街道下辖以下地区：
西山社区、东山社区、栗园社区、栗华社区和栗苑社区。